# Silvio Piola
Silvio Gioacchino Italo Piola (Robbio, 29 settembre 1913 – Gattinara, 4 ottobre 1996) è stato un calciatore e allenatore di calcio italiano, di ruolo attaccante.
Annoverato tra i più grandi centravanti della storia del calcio italiano, ha legato la sua carriera principalmente a tre maglie, quelle di Pro Vercelli, Lazio e Novara. Detiene diversi primati nei massimi campionati nazionali: pur avendo saltato una stagione a causa della seconda guerra mondiale, ne è il miglior marcatore con 290 reti (274 in Serie A e 16 in Divisione Nazionale 1945-1946), ed è il miglior cannoniere in categoria di due diverse squadre (Pro Vercelli e Novara); detiene inoltre dal 1933 il record di marcature in una singola gara del massimo campionato italiano (6), eguagliato da Omar Sívori nel 1961.
Ottenne inoltre risultati di prestigio con la nazionale italiana, essendo stato tra i protagonisti della vittoria al Mondiale di Francia 1938; è tuttora il terzo miglior marcatore degli azzurri, dopo Gigi Riva e Giuseppe Meazza, con 30 reti. Riva, Meazza e Piola sono tutt'oggi gli unici calciatori ad essere andati a segno almeno trenta volte nella storia della nazionale italiana.
Nel 2011 ottenne un riconoscimento alla memoria nella Hall of Fame del calcio italiano.

## Biografia
Nacque da Giuseppe Piola ed Emilia Cavanna, commercianti di tessuti, in un periodo in cui la famiglia si era trasferita temporaneamente da Vercelli in Lomellina per ragioni di lavoro; la famiglia rientrò a Vercelli nel 1914. All'anagrafe fu iscritto come "Italo Gioacchino Piola", e soltanto in seguito alla chiamata di leva venne aggiunto ufficialmente il nome di "Silvio", con il quale tutti già lo chiamavano. Aveva un fratello maggiore, Serafino (1909-2001), che rinunciò alla carriera sportiva per un difetto della vista che lo obbligava a portare gli occhiali e divenne ragioniere; la madre era sorella del portiere della Pro Vercelli Giuseppe Cavanna, che ebbe un ruolo rilevante nella crescita agonistica del nipote. Anche il cugino Paolino fu calciatore ad alti livelli.
Studiò alla scuola elementare Galileo Ferraris e poi all'Istituto Tecnico Cavour; a otto anni divenne mezzala e capitano della squadra di calcio dell'istituto, nella quale giocava col coetaneo Teobaldo Depetrini e con Pietro Ferraris.
Emerse molto giovane nella Pro Vercelli e nel 1934 passò alla Lazio, voluto «fortissimamente» dai gerarchi fascisti Marinelli e Vaccaro; vi militò per nove stagioni e maturò diventando «il bomber capace di conquistare Francia e Mondiale 4 anni dopo». A Roma visse al Flaminio, in viale del Vignola, e poi alla Città Giardino di Monte Sacro.
L'11 gennaio 1945 si diffuse nel Sud, lanciata da Eugenio Danese, la notizia della morte del calciatore, vittima di un bombardamento su Milano; per circa quattro mesi si tennero messe in suffragio e si susseguirono conferme e smentite, fino a quando la notizia non fu smentita ufficialmente da Nuovo Sport, il 20 maggio; lo stesso Piola era solito scherzare sull'episodio. Il calciatore era in realtà tornato in Piemonte, dove continuò a giocare in Serie A fino ad oltre quarant'anni.
Secondo lo storico John Foot, «il suo stile di vita tranquillo lo aiutò a restare sul campo più a lungo rispetto a quasi tutti i suoi contemporanei»: Piola «condusse sempre una vita tranquilla, quasi ritirata». Appassionato cinofilo, amante della caccia e della pesca, quando fu tesserato dalla Pro Vercelli ebbe in regalo dal padre un fucile; con i primi guadagni acquistò un cane di razza pointer inglese, cui diede nome Frem. «Rappresentava l'antidivo. Non beveva, non fumava, non andava a donne, non amava comparire nelle pubblicità».
Sposatosi nel luglio 1948 con Alda, la coppia ebbe due figli, Dario (1949-2011), stopper della Pro Vercelli, poi avvocato e assessore provinciale del Vercellese, e Paola (1952), psicologa. Un pronipote, Alonso (nato nel 1979), di nazionalità brasiliana, ha giocato come centravanti in campionati minori italiani, svizzeri e sudamericani.
Dopo il ritiro da calciatore, avvenuto nel 1954, tentò la carriera di allenatore, per poi entrare nei ranghi della FIGC per un decennio e tornare infine a Vercelli. Già Cavaliere, nel 1993 fu nominato Grande ufficiale al merito della Repubblica italiana. Morì in una casa di cura di Gattinara il 4 ottobre 1996 dopo essere stato colpito dalla malattia di Alzheimer; aveva 83 anni. L'Italia giocò col lutto al braccio la gara contro la Moldavia del giorno seguente e nel corso del 1997 gli furono intitolati gli stadi comunali di Novara e di Vercelli. Nel 2013 è stato omaggiato dalla FIGC, in occasione del centenario della sua nascita, e nel 2015 è stato tra i primi cento atleti selezionati dal CONI per far parte della Walk of Fame dello sport italiano. Nel 2018 gli è stato dedicato il brano Il cacciatore di gol, scritto e interpretato dal cantautore Toni Malco.
Piola riposa nella cappella di famiglia nel cimitero monumentale di Billiemme, a Vercelli.

## Caratteristiche tecniche

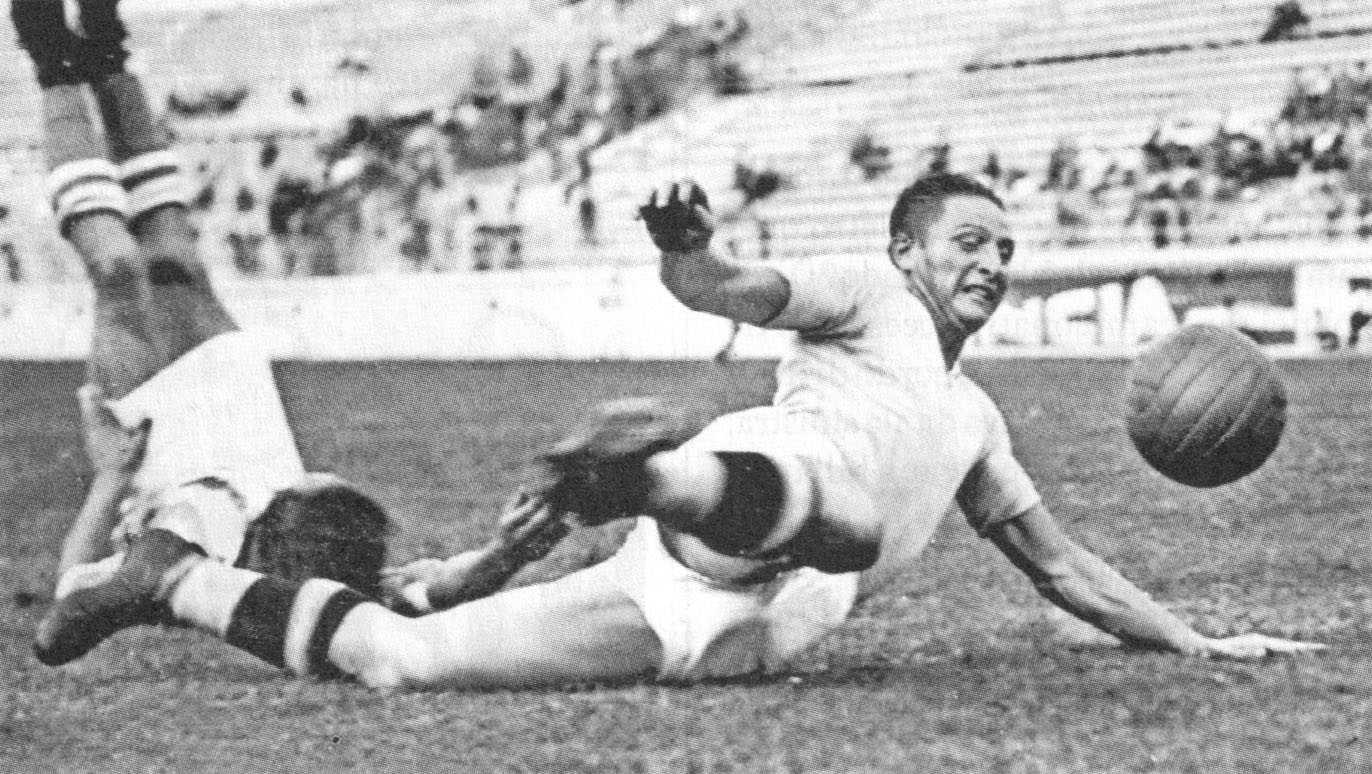
Piola in azione alla Lazio nel 1937

Dotato fisicamente, con le lunghe gambe che gli consentivano sia di «divorare, a grandi falcate da due metri l'una, il terreno», sia di «torreggiare», era secondo Carlo F. Chiesa «il classico ariete da area di rigore, ma la completezza tecnica gli consentiva di partecipare alla manovra, la classe gli apriva le porte di ogni tipo di conclusione a rete: formidabile il tiro dalla distanza, spettacolare la rovesciata». Con la maturità «il suo fisico si irrobustì [...] compensando con potenza ciò che perdeva in agilità pura. Fu a quel punto che emerse la qualità dei piedi, capaci di "tagli" raffinati, di dai e vai in corsa con l'esterno, completandone il ritratto di fuoriclasse».
Raccontò Piola: «Disponevo di un buon trattamento di palla e un discreto passaggio, non avevo paura, dote importante per quei tempi, ed in più avevo fiuto e furbizia [...]. Sono stato fortunato perché in tanti anni di attività ho patito due soli incidenti: una clavicola fratturata e un colpo al ginocchio». Teneva costantemente la schiena girata al portiere avversario, e questo rivoluzionò il gioco tradizionale della punta: «Così vedevo meglio il gioco ed il suo andamento, e l'avversario non poteva intuire in anticipo le mie mosse». Una puntuale descrizione del calciatore venne data nel 1938 dal giornalista francese Gabriel Hanot: «Piola si fa notare per la sua abilità a trovarsi, al momento buono, nella zona d'azione [...]. Non ha niente del giocatore passivo o neutro: egli non si contenta di smarcarsi; marca lui stesso, in ogni occasione; affronta i terzini; li obbliga a intervenire subito e a liberare in fretta, ed è sempre pronto a sfruttarne gli errori [...]. Quando Piola, tanto nel giuoco a terra come in quello alto, si trova alla stessa distanza dal pallone che l'avversario, state sicuri che, nove volte su dieci, sarà lui che ci arriverà per primo. Piola affetta una noncuranza e un ritardo che la sua statura e la sua taglia giustificherebbero [...]. Ha l'istantaneità del movimento e lo scatto del corpo, della testa, delle gambe comprensibili in un atleta di piccola taglia ma sorprendenti in un atleta di quel peso. Non conosco nel passato che un solo caso analogo a quello di Piola: quello del belga Six, dell'Olympique Lillois, che morì in guerra».

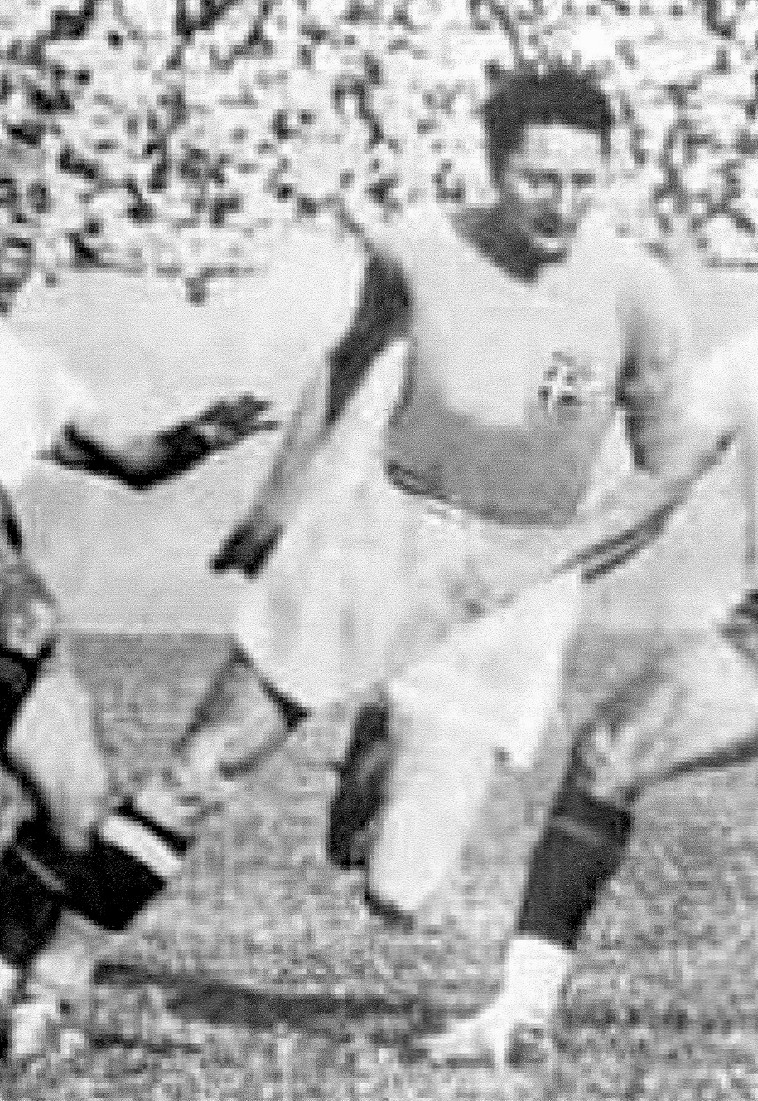
Piola in azione con la maglia dell'Italia negli anni '30

Molti critici si sono espressi in modo estremamente lusinghiero su Piola, sottolineandone la molteplicità di soluzioni sottoporta. Vittorio Pozzo, suo commissario tecnico, scrisse di lui: «Non so ancora se il Silvio calcia meglio col destro o col sinistro, tanto è bravo. Di testa è molto forte nella scelta di tempo. Ma non ho visto nessuno come lui in rovesciata, in spaccata». Ha scritto John Foot che era «una macchina da gol, forse l'unico giocatore di quel tipo e qualità che sia mai stato prodotto dal calcio italiano. Mentre Meazza privilegiava le azioni personali e Paolo Rossi traeva il massimo dai cross, Piola segnava in tutte le maniere: da vicino, da lontano, di destro, di sinistro, di testa, in acrobazia»; ancora Hanot: «piede destro, piede sinistro, testa, tutto per lui è buono, come gli sono indifferenti gli angoli di tiro e gli sforzi in equilibrio instabile». Per Bruno Perucca «mostrava tutte le qualità che si attribuiscono, una ciascuno però, ai grandi attaccanti: la potenza a Nordahl, il colpo di testa a Charles, il tiro a Riva, l'astuzia a Boniperti, l'acrobazia a Gabetto».
All'inizio della sua carriera, alcuni critici, in particolare Ettore Berra, ne caldeggiavano l'arretramento in mediana, ritenendolo più adatto per quel ruolo per via del fisico possente, diverso da quello dell'agile e minuto Felice Borel. Hanot rilevava «una sola incrinatura» nel gioco di Piola: «una certa tendenza alla simulazione».

## Carriera

### Giocatore

#### Club

##### La "Veloces" e il debutto con la Pro Vercelli
Nel 1925 Piola, come Depetrini e Pietro Ferraris, raccolse l'invito del proprietario di un negozio di articoli sportivi, Bernasconi, intenzionato a fondare una squadra giovanile, la Veloces. Il neonato club ottenne in breve tempo risultati sorprendenti, superando i più quotati allievi della Pro Vercelli e raggiungendo al debutto la finale nazionale "Boys", disputata a Marina di Pisa e persa per 1-3 contro i pari età della Roma, vincendo poi il campionato italiano ragazzi a Genova, contro la Nazionale Liguria. Per il campionato del 1928, la Veloces fu inglobata dal settore giovanile della Pro Vercelli, e Piola vinse il campionato Allievi al fianco di Depetrini, Ferraris, Ermes Borsetti e Luigi Caligaris.
Piola risulta aver segnato:
- 274 reti nei campionati di Serie A a girone unico (con Pro Vercelli, Lazio, Juventus e Novara. 24 di queste sono state messe a segno su calcio di rigore[39]);
- 16 reti nel campionato di Divisione Nazionale 1945-1946 (con la Juventus);
- 16 reti nel campionato di Serie B 1947-1948 (col Novara);
- 27 reti nel campionato di Divisione Nazionale 1943-1944 (col Torino FIAT);
- 6 reti in Coppa Italia (con la Lazio);
- 10 reti in Coppa dell'Europa Centrale 1937 (con la Lazio);
- 1 rete in Coppa Barbesino (col Presidio Roma);
- 30 reti in gare ufficiali della nazionale A;
- 11 reti in nazionale B;
- 3 reti in una gara del 1933 con la rappresentativa regionale del Piemonte.

Ritenuto pronto dal capitano della Pro Vercelli Mario Ardissone e dall'allenatore József Nagy, fu promosso in prima squadra a sedici anni ed esordì in Serie A il 16 febbraio 1930, sul campo del Bologna (2-2), fornendo un assist a Seccatore. Disputò ancora alcune gare nel finale di campionato, per poi giocare in estate sul campo del Red Star di Parigi, squadra a cui segnò in amichevole le prime due reti.
L'impressione destata in quella trasferta fu decisiva per la promozione del giovane Piola tra i titolari del campionato 1930-1931; il benestare giunse dal presidente Secondo Ressia che, avendolo visto giocare, aveva dichiarato: «Questo ragazzo diventerà il centravanti che Vercelli non ha mai avuto»; siglò il suo primo gol ufficiale alla Lazio il 2 novembre 1930. Segnò tra l'altro tre reti a suo zio Giuseppe Cavanna in Pro Vercelli-Napoli dell'8 febbraio 1931 e concluse la prima stagione da titolare con tredici centri all'attivo, cifra che consentì a una Pro Vercelli «in enormi difficoltà di bilancio» di chiudere al decimo posto in massima serie.
All'inizio della stagione successiva, durante la gara casalinga del 18 ottobre 1931 contro la Pro Patria, un fallo del difensore avversario Agosteo gli costò una «frattura parcellare alla regione tibio-peronale astralgica»; insistette per rientrare in campo appena due settimane dopo, contro la Triestina, malgrado gli fossero stati prescritti quaranta giorni di riposo, e segnò il gol del definitivo 1-1. Il 22 novembre, in Alessandria-Pro Vercelli 4-5, siglò quattro reti, stabilendo il record (per l'epoca) di reti segnate in un'unica gara in campo avverso. Fu in questo frangente che il suo nome guadagnò credito presso la critica; si espresse tra i primi Bruno Roghi: «Un anno fa pochi sapevano che nel mondo dei calciatori ci fosse un Piola: [...ma la Vercelli 1931, erede di una lunga tradizione è] degna dei suoi maggiori, e Piola è il suo ultimo campione. Il suo gioco ha le caratteristiche angolazioni che rivelano la presenza di una classe sicura». Gli fece eco Mario Ferretti su La Stampa: «Questo atleta gagliardo è già maturo pei cimenti maggiori. Od io m'inganno, o costui darà liete sorprese. Il suo tiro è una folgore. Il suo piede è talmente centrato che oltre ai quattro punti segnati, impegnò dieci volte Mosele [il portiere dell'Alessandria]».
In totale, nei campionati 1931-1932 e 1932-1933 segnò 23 reti: il dato non gli consentiva di eguagliare, per il momento, la fama dei quotati Borel II, Meazza e Schiavio; il cronista Ettore Berra gli suggeriva l'impiego come centromediano. Allo stesso tempo ottenne comunque le prime convocazioni in nazionale B e l'interessamento di varie squadre di vertice, prima tra tutte il Napoli.
Nell'estate 1933 la Pro Vercelli, portabandiera di un'ormai «anacronistica pretesa dilettantistica» (Chiesa) cedette, per esigenze di bilancio, Mario Zanello e Depetrini, escludendo ogni eventualità di vendere Piola; dichiarò il presidente dei bianchi Ressia: «Mai lo cederemo, neanche per tutto l'oro del mondo. Perché il giorno che saremo costretti a cederlo, quel giorno segnerà il tramonto della Pro Vercelli». Questo portò calciatore e società al conflitto; scrisse all'epoca Roghi: «il brillante giocatore che parecchie delle maggiori società hanno tentato di assicurarsi offrendo grosse cifre e che i dirigenti vercellesi non intendono cedere, non ha partecipato agli allenamenti, né pare voglia schierarsi nelle imminenti gare». Una pesante sconfitta rimediata nella gara d'esordio del campionato 1933-1934 contro il Genova 1893 (0-3) convinse la società a raggiungere un compromesso e Piola tornò in campo una volta garantitogli, per l'anno successivo, il passaggio all'Ambrosiana. Il 29 ottobre segnò sei reti nella vittoria dei bianchi sulla Fiorentina (7-2), record imbattuto in Serie A; il commissario tecnico della nazionale, Vittorio Pozzo, presente tra il pubblico, volle complimentarsi con lui nell'occasione. Piola terminò la stagione con quindici gol all'attivo, e disputò la sua ultima gara in maglia bianca il 29 aprile 1934, a Bologna, sullo stesso campo in cui aveva esordito.

##### Il trasferimento alla Lazio e i titoli di capocannoniere
Ormai destinato a lasciare le Bianche Casacche, Piola finì alla Lazio, realtà «patrocinata dal potente generale Vaccaro», la quale, con la reggenza di Eugenio Gualdi, era entrata prepotentemente nel mondo del calcio professionistico. Per scoraggiare le altre pretendenti, Ambrosiana e Torino in primis, il segretario amministrativo del Partito Fascista Giovanni Marinelli seguì personalmente la trattativa, e ne influenzò l'esito ordinando il trasferimento del giocatore, che stava svolgendo il servizio di leva, da Cuorgnè a Roma, presso il Ministero degli Esteri. Piola, inizialmente restio ad accettare, firmò infine un contratto da 70 000 lire annue (che salì poi, nel 1938, a 38 000 lire al mese); alla Pro Vercelli andarono oltre 200 000 lire. Nelle prime tre amichevoli del settembre 1934, contro SPAL, Wiener e Bocskay, il centrattacco segnò undici reti.

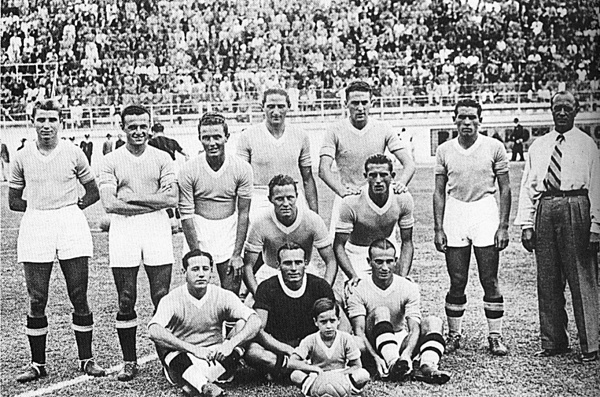
Piola (in piedi, al centro) nella Lazio della stagione 1936-1937

Debuttò ufficialmente il 30 settembre, in Lazio-Livorno 6-1, segnando un gol. Nelle prime due stagioni la società non andò oltre un quinto e un settimo posto, risultati sotto le aspettative; sullo stesso Piola, che per un periodo fu spostato mezzala e rimpiazzato da Antonio Bisigato nel ruolo di centravanti, vari critici manifestarono perplessità, malgrado andasse incrementando il numero stagionale di segnature.
A permettergli il salto di qualità furono, tra il 1935 e il 1936, gli acquisti degli alessandrini Riccardi e Busani e dei vicentini Camolese e Costa, che andarono a comporre con lui il quintetto offensivo per la stagione 1936-1937; la Lazio s'inserì con decisione nella lotta scudetto, vincendo il platonico titolo d'inverno e chiudendo seconda, alle spalle del Bologna, menomata nel finale da vari infortuni, tra cui quello dello stesso Piola. Il vercellese vinse comunque, per la prima volta, la classifica cannonieri e, in virtù delle buone prestazioni ottenute contemporaneamente in nazionale, si distinse secondo Roghi come «centravanti numero uno della stagione»; contribuì poi (con undici realizzazioni in sei partite) all'avanzamento dei biancocelesti in Coppa dell'Europa Centrale, manifestazione internazionale persa in finale contro il Ferencváros.

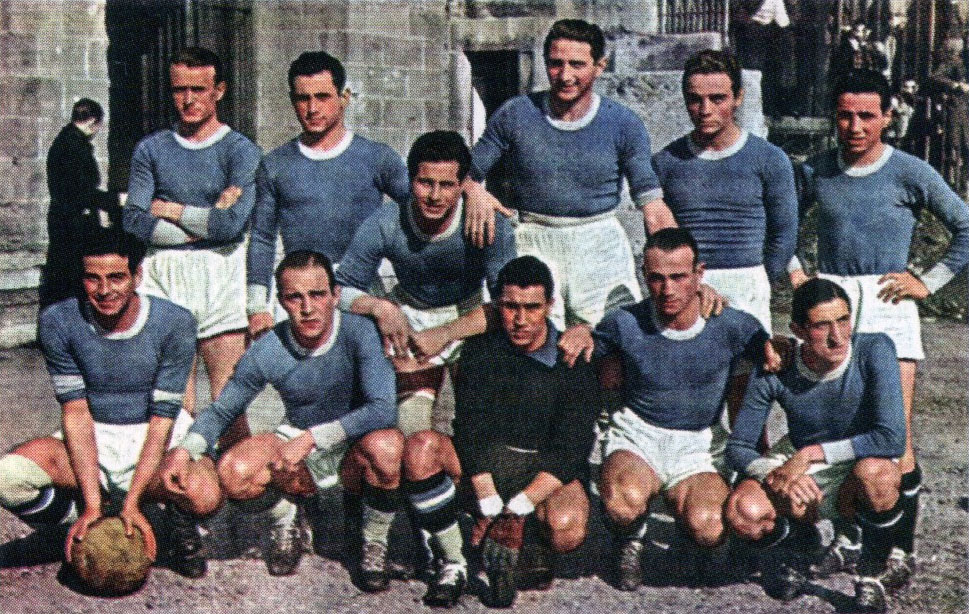
Piola (in piedi, terzo da destra) con i biancocelesti dell'annata 1940-1941

Nel 1937-1938 la squadra rimase a ridosso delle prime posizioni per alcuni mesi, per poi declinare. Nell'aprile 1938 Piola fu tra le cause dell'allontanamento di Gualdi dalla presidenza della Lazio; multato per essere giunto in ritardo ad alcuni allenamenti, se ne lamentò, alimentando le critiche verso la gestione mosse da alcuni consiglieri e da Marinelli. Gualdi presentò dunque le proprie dimissioni. in seguito a questa defezione, la Lazio perse in competitività e lo stesso Piola, malgrado le ottime prestazioni nel campionato del mondo 1938 e in nazionale, ebbe un brusco calo di rendimento in campionato dovuto anche a un nuovo arretramento a mezzala, non andando oltre diciotto reti complessive tra le stagioni 1938-1939 e 1939-1940; nel campionato 1940-1941 i biancocelesti rischiarono addirittura la retrocessione in Serie B, scampata unicamente per un quoziente reti migliore rispetto a quello del Novara. Piola diede comunque un importante contributo alla salvezza nel derby del 16 marzo 1941, in cui segnò la doppietta che fissò il risultato sul 2-0, nonostante si fosse ferito alla fronte dopo venti minuti di gioco in uno scontro col difensore giallorosso Mario Acerbi.
Concluse la propria esperienza alla Lazio vincendo per la seconda volta il titolo di capocannoniere della Serie A nel 1942-1943, stagione in cui divenne, a 29 anni, il giocatore più anziano a segnare almeno 10 gol nelle prime 8 partite del campionato italiano (primato che verrà battuto da Zlatan Ibrahimović solo nel torneo 2020-2021) e in cui mise a segno 21 reti in 22 partite di Serie A. Lasciò il club biancoceleste dopo un totale di 149 gol in competizioni ufficiali: un record societario che resisterà per i successivi settantotto anni, prima di essere superato nel 2021 da Ciro Immobile.
Tra la primavera e l'estate 1943 disputò inoltre la Coppa Luigi Barbesino con la formazione detta Presidio, che raccoglieva calciatori delle due maggiori squadre capitoline.

##### Le esperienze torinesi

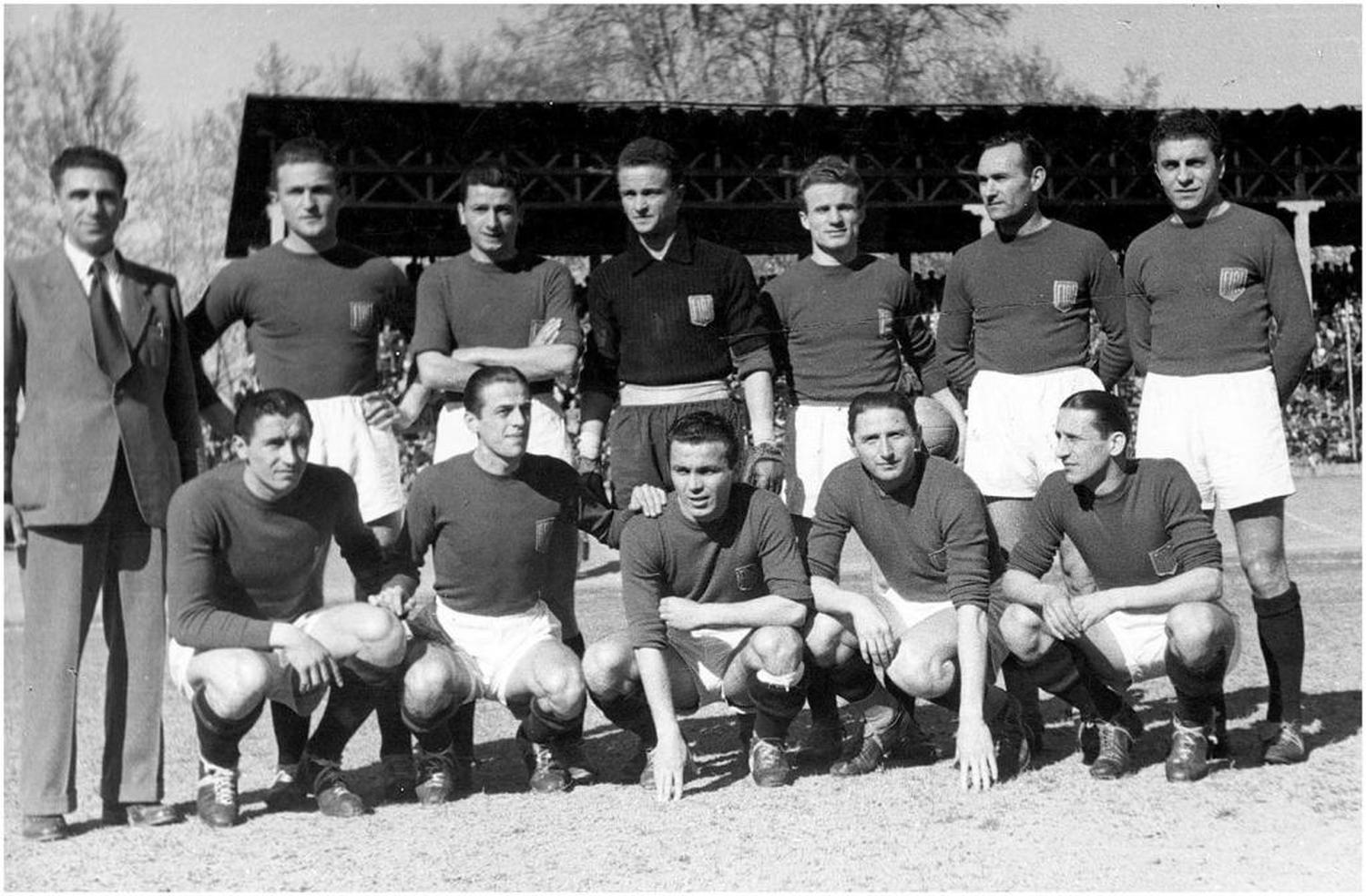
Piola (accosciato, secondo da destra) nel Torino FIAT del 1944

Con il blocco dei campionati dovuto agli eventi bellici, Piola tornò al Nord; ottenne il permesso di unirsi al Torino FIAT che disputò il campionato d'Alta Italia. Formò un poderoso duo d'attacco con Gabetto, sostenuto dalle mezzali Loik e Mazzola, e mise a segno 27 reti, non sufficienti a vincere il torneo, che andò a sorpresa ai Vigili del Fuoco della Spezia.
Desideroso di stabilirsi definitivamente in Piemonte, chiese alla Lazio la cessione. Il 19 settembre 1945 lo acquistò la Juventus per circa due (alcune fonti recenti parlano erroneamente di tre) milioni di lire dell'epoca: un trasferimento record per il calcio italiano, che consisteva nel pagamento di un milione e mezzo in contanti, e una partita amichevole da disputarsi a Roma con incasso, stimato pari a mezzo milione, a favore della società biancoceleste.

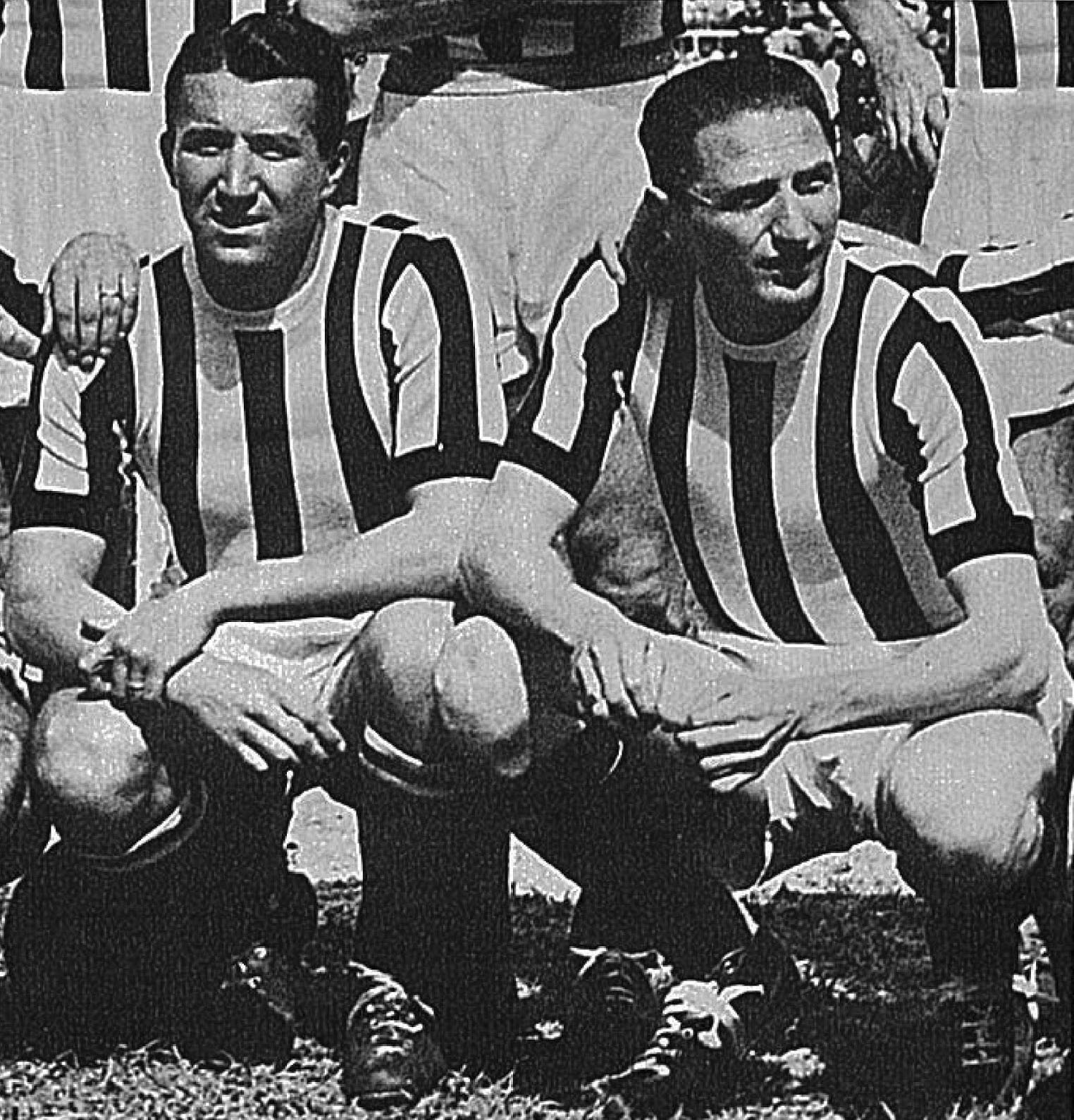
Piola (a destra) e Čestmír Vycpálek alla Juventus nella stagione 1946-1947

Con i bianconeri disputò la Divisione Nazionale 1945-1946 e il torneo 1946-1947. In entrambi, la squadra bianconera contese senza successo il titolo al Grande Torino, e Piola mancò la sospirata vittoria del campionato nazionale.

##### Il Novara e la fine della carriera
Nel 1947 Piola era ritenuto prossimo al declino, mentre era pronto a entrare stabilmente tra i titolari bianconeri il giovane Giampiero Boniperti; fu allora che il trentaquattrenne attaccante fu convinto dal presidente del Novara Delfino Francescoli a trasferirsi in Serie B: «Cavaliere, si prenda una rivincita. Venga con noi a Novara, che tornerà subito in A». La squadra azzurra lo acquistò dunque a rate dalla Juventus.
«Avido di gol, inserito in una squadra che si batte con lui a maniche rimboccate», Piola tornò protagonista tra gli azzurri novaresi, con cui ottenne la promozione in Serie A nel 1947-1948 e giocò stabilmente nel massimo campionato per altre sei stagioni. Il club ottenne diverse salvezze mentre Piola, da par suo, in questo periodo «continuò a bombardare i portieri con una continuità impressionante» essendo in grado di arrivare, alle soglie dei quarant'anni, a segnare 37 reti in due tornei. Si ricorda la tripletta del 19 novembre 1950 contro la sua ex Lazio, che all'età di 37 anni e 51 giorni ne fece all'epoca il più vecchio calciatore a realizzare un simile exploit in Serie A: un primato che resisterà per i successivi 71 anni, venendo superato solo nel 2021 dal 39enne Rodrigo Palacio.

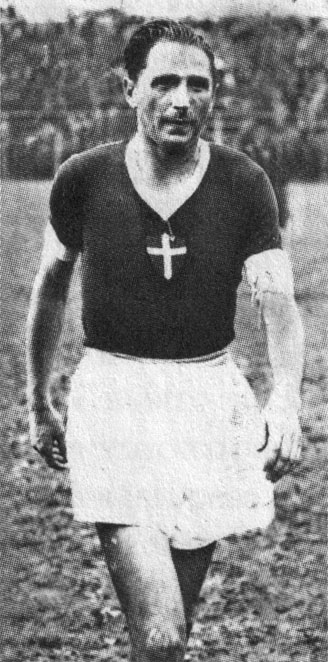
Piola al Novara nel secondo dopoguerra

In questo periodo poté superare Meazza nella classifica assoluta dei marcatori del campionato a girone unico, ottenendo anche una convocazione in nazionale. Segnò l'ultima sua rete il 7 febbraio 1954, in una gara contro il Milan; ricordò Nils Liedholm, allora tra i rossoneri: «Alla sua età possedeva ancora un fisico poderoso e faceva ammattire gli avversari. Rammento bene quella partita: Piola aveva sempre addosso due difensori, eppure riuscì egualmente a segnare con una delle sue famose rovesciate a bicicletta». A 40 anni, 6 mesi e 9 giorni divenne il giocatore – all'epoca – più anziano ad aver segnato in Serie A; record che mantenne fino al 2007, quando fu superato da Alessandro Costacurta (e ulteriormente migliorato nel 2023 da Zlatan Ibrahimović). Avendo militato per 21 campionati in Serie A, stabilì un altro primato eguagliato nel corso degli anni dai soli Enrico Albertosi, Gianni Rivera e Ciro Ferrara, e superato in seguito solo da Paolo Maldini, Francesco Totti e Gianluigi Buffon.
Disputò l'ultima gara il 7 marzo 1954, durante un Novara-Atalanta terminato 0-4 e che suscitò le contestazioni dalla tifoseria azzurra al termine. Il suo rimpianto più grande da calciatore fu «non aver mai fatto parte di un autentico squadrone: avrei tanto desiderato vincere uno scudetto».

#### Nazionale
Molto forte fu il legame tra Silvio Piola e la nazionale italiana. Dichiarò, negli anni della maturità: «ci sono al giorno d'oggi coloro che rifiutano l'onore della maglia azzurra. Inaudito! Occorre sentirsi onorati di rappresentare l'Italia nel mondo sportivo. Quanto darei per riavere i miei vent'anni e indossare ancora quella maglia»; ha raccontato Mario Pennacchia che la maglia azzurra rappresentava un traguardo molto ambito per Piola e che, una volta convocato, l'orgoglio fu tale da indurre il calciatore a farsi cucire un caratteristico costume da bagno con lo stesso stemma presente all'epoca sulle divise della nazionale.
Secondo Gianni Brera non correva buon sangue tra Piola e Meazza, i due grandi centravanti della loro epoca: in Storia critica del calcio italiano il giornalista raccontò di come Meazza avesse considerato il rivale «un usurpatore e un broccaccio, anche quando la stampa di tutto il mondo l'ha proclamato il miglior centravanti dei mondiali 1938». Quando Meazza, allora parte della commissione tecnica dell'Italia, convocò il trentanovenne Piola in nazionale, nel 1952, fu perché, secondo Brera, considerò che il centravanti avesse «finalmente imparato a giocare».
John Foot, pur sottolineando le marcate differenze caratteriali tra il mondano Meazza e il riservato Piola, ha definito il libro di Brera poco attendibile a livello storiografico e che esso consista in «un miscuglio di autobiografia, poesia, ritratti a fior di penna, pettegolezzi e pregiudizi».
Nino Oppio diede una testimonianza di carattere opposto. Secondo lui, i due calciatori erano «grandi amici [...], pronti a sostenersi in tanti episodi anche fuori dal campo»; Piola era entusiasta di giocare al fianco di Meazza nell'Ambrosiana al momento di abbandonare la Pro Vercelli, e non mancò poi in più occasioni di applaudire i meriti del compagno di squadra. Riferendosi a lui e a Giovanni Ferrari, dichiarò nel 1938 che «giocare e segnare con due mezze ali di questo valore è tanto facile che è un dovere», e in occasione del gol di mano contro l'Inghilterra attribuì «il merito del gol» all'«impareggiabile Peppino».
Debuttò precocemente nella squadra B (esordì a Novara il 2 aprile 1933 in Italia B-Svizzera B (5-0), mettendo a segno due reti) ma, data la folta concorrenza nel ruolo di centravanti, non fu convocato in nazionale maggiore per il campionato del mondo 1934, fatto che lo rattristò oltremodo. Le sue perplessità circa il trasferimento alla Lazio furono dovute anche a questo motivo: temeva, col trasferimento a Roma, di alienarsi le attenzioni del commissario unico Vittorio Pozzo, che era solito attingere alle tradizionali squadre del Nord per la sua rappresentativa. Secondo Brera, Pozzo era diffidente sul conto del centravanti e lo considerava «una montatura del tifo romano», malgrado il considerevole score ottenuto tra le riserve azzurre (11 reti in 6 presenze).
La prima convocazione in nazionale maggiore giunse il 24 marzo 1935, in previsione di una sfida contro l'Austria, il Wunderteam di Hugo Meisl definito all'epoca «bestia nera» dell'Italia: il titolare Meazza fu bloccato da un risentimento muscolare, e Pozzo fu convinto da Vaccaro a sostituirlo con Piola. Questi, ignaro dell'accaduto, ebbe la notizia dal compagno laziale Blason, che dopo una lunga ricerca lo rintracciò nelle campagne a sud di Roma mentre cacciava coi suoi cani. Raggiunto il ritiro di Rovigo, debuttò il 24 marzo al Prater di Vienna, a ventuno anni, siglando due reti decisive per la prima vittoria italiana in terra austriaca. Per Pozzo questa fu «la partita della sua carriera»: «Poteva crollare e temevo per lui. La cosa avrebbe assunto conseguenze disastrose sul suo morale e su tutto il suo avvenire. Ha trionfato, invece, ed è diventato, acquistando personalità, una delle figure più caratteristiche del nostro gioco».
Piola divenne dunque l'erede di Angelo Schiavio nei piani del commissario unico: la rivelazione gli permise di arretrare Meazza, sfruttandone le doti da interno; questa mossa fu decisiva per la vittoria al campionato del mondo 1938. Piola segnò cinque reti nella competizione e divenne noto a livello mondiale. Offrì prestazioni ritenute decisive contro la Norvegia e la Francia e segnò due reti all'Ungheria nella finale. Grazie a questo successo visse un momento di grande popolarità internazionale, come dimostrarono i lusinghieri giudizi della stampa francese (Hanot, Pefferkorn) e il commento del commissario tecnico inglese Tom Whittaker, che lo definì «superiore a Ted Drake» in un periodo in cui gli inglesi erano ritenuti ancora con ampio margine i migliori calciatori del mondo.
Fu celebre anche un gol decisivo segnato all'Inghilterra con una mano il 13 maggio 1939, convalidato dall'arbitro tedesco Bauwens: «un gol frutto anche dell'istinto: mi ero lanciato per colpire il pallone di testa. Quando ho visto che non ci arrivavo per pochi centimetri ho dato alla sfera un gran pugno...». Scrisse il giornalista Michele Ruggiero che «in piena guerra, l'episodio aveva tutti i crismi della notorietà» ed Emilio Violanti raccontò che «Piola ebbe a confessare il misfatto, che doveva rimanere proverbiale negli annali calcistici sotto la curiosa locuzione di "manina alla Piola"».

Piola (in piedi, secondo da sinistra) alla sua ultima partita in nazionale, il 18 maggio 1952 contro l'Inghilterra; l'attaccante venne riconvocato in azzurro dopo un lustro – all'età di 38 anni – come omaggio a un atleta che nel campionato appena concluso era stato ancora capace di mettersi in spolvero (18 reti con la maglia del Novara)

A partire dal 1940 Pozzo iniziò a schierarlo nel ruolo d'interno destro; il posto di centravanti invece passò all'amico Boniperti. L'ultimo gol di Piola in maglia azzurra risale al 1º dicembre 1946, in Italia-Austria 3-1 Nel maggio 1952 venne convocato in nazionale, a 38 anni e 7 mesi, da Carlo Beretta e Giuseppe Meazza. La convocazione suscitò la perplessità di molti critici, tanto che Piola stesso dichiarò: «una parte della critica si scagliò contro Beretta, tanto da farmi riflettere a lungo davanti allo specchio per vedere se mi fossi davvero ridotto da far pena. Ci battemmo gagliardamente, finì 1-1, ma i grandi elogi non cancellarono la ferita». La partita si giocò il 18 di quel mese, a Firenze, contro l'Inghilterra; la sua presenza fu celebrata dai novantamila presenti, che gli tributarono un lungo applauso. Fu la sua trentaquattresima e ultima gara in azzurro nonché la nona da capitano, che costituì un primato di anzianità poi superato da Dino Zoff. Il suo record di reti segnate in nazionale (30) venne superato da Gigi Riva nel 1973, mentre resiste quello della miglior media gol a partita.

### Allenatore

#### L'esperienza con la nazionale
Ha raccontato Chiesa di come Piola abbia stabilito un primato anche da allenatore, venendo chiamato a far parte della Commissione tecnica della nazionale italiana nel 1953, quando era ancora in attività come calciatore. Venne infatti scelto da Lajos Czeizler come aiutante di campo, e in questa veste prese parte al campionato del mondo 1954.
Per via dell'impegno col Novara, durante il campionato Piola poté dedicare alla nazionale unicamente «ritagli di tempo». Inoltre, secondo il giornalista Enzo Sasso, l'esperienza del Mondiale fu condizionata dai cattivi rapporti tra Czeizler e Piola, che assolse ai suoi compiti di allenatore senza poter «aprire bocca su problemi tecnici». Alcuni giocatori (Pesaola e Comaschi, per esempio) «si dichiararono entusiasti» del lavoro dell'allenatore, ma questi fu per Sasso un capro espiatorio al termine del breve e deludente mondiale dell'Italia; allontanato, non rispose alle accuse che gli vennero mosse.

#### Gli anni a Cagliari
Il giornalista Romolo Barisonzo spiegò che Piola «tentò la carriera di allenatore nel Cagliari, ma non andò bene: non è mai stato un uomo di chiacchiere. Il calcio gli piaceva, ma quello giocato, non quello delle tattiche». Nel corso del campionato di Serie B 1954-1955 venne infatti scelto per sostituire Carlo Alberto Quario dall'ambiziosa società sarda, partita con ambizioni di Serie A ma entrata in crisi di risultati, anche a causa di diversi infortuni, tanto da far dichiarare allo stesso Piola la volontà di ritornare a giocare per risolvere la situazione. Ottenne alla fine una salvezza e un quinto posto nel campionato seguente, il 1955-1956. Non confermato per la stagione successiva, fu richiamato nuovamente nel gennaio 1957 per sostituire Carlo Rigotti e lasciò infine la società nel successivo novembre. Nel 1959 gli venne offerto l'incarico di direttore tecnico dal Piacenza, a sostegno dell'allenatore Sergio Rampini, ma la trattativa non si concretizzò per ragioni economiche.
Fece poi per oltre un decennio parte della FIGC come osservatore e istruttore dei corsi per allenatori.

## Statistiche
Tra club, nazionale maggiore e Italia B, Piola ha giocato globalmente 675 partite segnando 390 reti, alla media di 0,56 gol a partita. 

### Presenze e reti nei club
| Stagione            | Squadra             | Campionato          | Campionato | Campionato | Coppe nazionali | Coppe nazionali | Coppe nazionali | Coppe continentali | Coppe continentali | Coppe continentali | Totale | Totale |
| Stagione            | Squadra             | Comp                | Pres       | Reti       | Comp            | Pres            | Reti            | Comp               | Pres               | Reti               | Pres   | Reti   |
| ------------------- | ------------------- | ------------------- | ---------- | ---------- | --------------- | --------------- | --------------- | ------------------ | ------------------ | ------------------ | ------ | ------ |
| 1929-1930           | Pro Vercelli        | A                   | 4          | 0          | -               | -               | -               | -                  | -                  | -                  | 4      | 0      |
| 1930-1931           | Pro Vercelli        | A                   | 32         | 13         | -               | -               | -               | -                  | -                  | -                  | 32     | 13     |
| 1931-1932           | Pro Vercelli        | A                   | 31         | 12         | -               | -               | -               | -                  | -                  | -                  | 31     | 12     |
| 1932-1933           | Pro Vercelli        | A                   | 32         | 11         | -               | -               | -               | -                  | -                  | -                  | 32     | 11     |
| 1933-1934           | Pro Vercelli        | A                   | 28         | 15         | -               | -               | -               | -                  | -                  | -                  | 28     | 15     |
| Totale Pro Vercelli | Totale Pro Vercelli | Totale Pro Vercelli | 127        | 51         |                 | -               | -               |                    | -                  | -                  | 127    | 51     |
| 1934-1935           | Lazio               | A                   | 29         | 21         | -               | -               | -               | -                  | -                  | -                  | 29     | 21     |
| 1935-1936           | Lazio               | A                   | 27         | 19         | CI              | 2               | 2               | -                  | -                  | -                  | 29     | 21     |
| 1936-1937           | Lazio               | A                   | 28         | 21         | CI              | 1               | 0               | CEC                | 6                  | 10                 | 35     | 31     |
| 1937-1938           | Lazio               | A                   | 28         | 15         | CI              | 0               | 0               | -                  | -                  | -                  | 28     | 15     |
| 1938-1939           | Lazio               | A                   | 21         | 9          | CI              | 1               | 0               | -                  | -                  | -                  | 22     | 9      |
| 1939-1940           | Lazio               | A                   | 23         | 9          | CI              | 2               | 1               | -                  | -                  | -                  | 25     | 10     |
| 1940-1941           | Lazio               | A                   | 25         | 10         | CI              | 0               | 0               | -                  | -                  | -                  | 25     | 10     |
| 1941-1942           | Lazio               | A                   | 24         | 18         | CI              | 2               | 3               | -                  | -                  | -                  | 26     | 21     |
| 1942-1943           | Lazio               | A                   | 22         | 21         | CI              | 2               | 0               | -                  | -                  | -                  | 24     | 21     |
| Totale Lazio        | Totale Lazio        | Totale Lazio        | 227        | 143        |                 | 10              | 6               |                    | 6                  | 10                 | 243    | 159    |
| 1943-1944           | Torino FIAT         | DN                  | 23         | 27         | -               | -               | -               | -                  | -                  | -                  | 23     | 27     |
| 1945-1946           | Juventus            | DN                  | 29         | 16         | -               | -               | -               | -                  | -                  | -                  | 29     | 16     |
| 1946-1947           | Juventus            | A                   | 28         | 10         | -               | -               | -               | -                  | -                  | -                  | 28     | 10     |
| Totale Juventus     | Totale Juventus     | Totale Juventus     | 57         | 26         |                 | -               | -               |                    | -                  | -                  | 57     | 26     |
| 1947-1948           | Novara              | B                   | 30         | 16         | -               | -               | -               | -                  | -                  | -                  | 30     | 16     |
| 1948-1949           | Novara              | A                   | 36         | 15         | -               | -               | -               | -                  | -                  | -                  | 36     | 15     |
| 1949-1950           | Novara              | A                   | 17         | 4          | -               | -               | -               | -                  | -                  | -                  | 17     | 4      |
| 1950-1951           | Novara              | A                   | 37         | 19         | -               | -               | -               | -                  | -                  | -                  | 37     | 19     |
| 1951-1952           | Novara              | A                   | 31         | 18         | -               | -               | -               | -                  | -                  | -                  | 31     | 18     |
| 1952-1953           | Novara              | A                   | 25         | 9          | -               | -               | -               | -                  | -                  | -                  | 25     | 9      |
| 1953-1954           | Novara              | A                   | 9          | 5          | -               | -               | -               | -                  | -                  | -                  | 9      | 5      |
| Totale Novara       | Totale Novara       | Totale Novara       | 185        | 86         |                 | -               | -               |                    | -                  | -                  | 185    | 86     |
| Totale carriera     | Totale carriera     | Totale carriera     | 619        | 333        |                 | 10              | 6               |                    | 6                  | 10                 | 635    | 349    |

### Cronologia presenze e reti in nazionale
| Cronologia completa delle presenze e delle reti in nazionale ― Italia | Cronologia completa delle presenze e delle reti in nazionale ― Italia | Cronologia completa delle presenze e delle reti in nazionale ― Italia | Cronologia completa delle presenze e delle reti in nazionale ― Italia | Cronologia completa delle presenze e delle reti in nazionale ― Italia | Cronologia completa delle presenze e delle reti in nazionale ― Italia | Cronologia completa delle presenze e delle reti in nazionale ― Italia | Cronologia completa delle presenze e delle reti in nazionale ― Italia |
| Data                                                                  | Città                                                                 | In casa                                                               | Risultato                                                             | Ospiti                                                                | Competizione                                                          | Reti                                                                  | Note                                                                  |
| --------------------------------------------------------------------- | --------------------------------------------------------------------- | --------------------------------------------------------------------- | --------------------------------------------------------------------- | --------------------------------------------------------------------- | --------------------------------------------------------------------- | --------------------------------------------------------------------- | --------------------------------------------------------------------- |
| 24-3-1935                                                             | Vienna                                                                | Austria                                                               | 0 – 2                                                                 | Italia                                                                | Coppa Internazionale 1933-1935                                        | 2                                                                     |                                                                       |
| 28-10-1935                                                            | Praga                                                                 | Cecoslovacchia                                                        | 2 – 1                                                                 | Italia                                                                | Coppa Internazionale 1933-1935                                        | -                                                                     |                                                                       |
| 5-4-1936                                                              | Zurigo                                                                | Svizzera                                                              | 1 – 2                                                                 | Italia                                                                | Amichevole                                                            | -                                                                     |                                                                       |
| 17-5-1936                                                             | Roma                                                                  | Italia                                                                | 2 – 2                                                                 | Austria                                                               | Amichevole                                                            | -                                                                     |                                                                       |
| 25-10-1936                                                            | Milano                                                                | Italia                                                                | 4 – 2                                                                 | Svizzera                                                              | Coppa Internazionale 1936-1938                                        | 2                                                                     |                                                                       |
| 15-11-1936                                                            | Berlino                                                               | Germania                                                              | 2 – 2                                                                 | Italia                                                                | Amichevole                                                            | -                                                                     |                                                                       |
| 13-12-1936                                                            | Genova                                                                | Italia                                                                | 2 – 0                                                                 | Cecoslovacchia                                                        | Amichevole                                                            | -                                                                     |                                                                       |
| 25-4-1937                                                             | Torino                                                                | Italia                                                                | 2 – 0                                                                 | Ungheria                                                              | Coppa Internazionale 1936-1938                                        | -                                                                     |                                                                       |
| 23-5-1937                                                             | Praga                                                                 | Cecoslovacchia                                                        | 0 – 1                                                                 | Italia                                                                | Coppa Internazionale 1936-1938                                        | 1                                                                     |                                                                       |
| 27-6-1937                                                             | Oslo                                                                  | Norvegia                                                              | 1 – 3                                                                 | Italia                                                                | Amichevole                                                            | 2                                                                     |                                                                       |
| 31-7-1937                                                             | Ginevra                                                               | Svizzera                                                              | 2 – 2                                                                 | Italia                                                                | Coppa Internazionale 1936-1938                                        | 2                                                                     |                                                                       |
| 5-12-1937                                                             | Parigi                                                                | Francia                                                               | 0 – 0                                                                 | Italia                                                                | Amichevole                                                            | -                                                                     |                                                                       |
| 15-5-1938                                                             | Milano                                                                | Italia                                                                | 6 – 1                                                                 | Belgio                                                                | Amichevole                                                            | 3                                                                     |                                                                       |
| 22-5-1938                                                             | Genova                                                                | Italia                                                                | 4 – 0                                                                 | Jugoslavia                                                            | Amichevole                                                            | 1                                                                     |                                                                       |
| 5-6-1938                                                              | Marsiglia                                                             | Norvegia                                                              | 1 – 2 dts                                                             | Italia                                                                | Mondiali 1938 - Ottavi di finale                                      | 1                                                                     |                                                                       |
| 12-6-1938                                                             | Parigi                                                                | Francia                                                               | 1 – 3                                                                 | Italia                                                                | Mondiali 1938 - Quarti di finale                                      | 2                                                                     |                                                                       |
| 16-6-1938                                                             | Marsiglia                                                             | Brasile                                                               | 1 – 2                                                                 | Italia                                                                | Mondiali 1938 - Semifinale                                            | -                                                                     |                                                                       |
| 19-6-1938                                                             | Parigi                                                                | Ungheria                                                              | 2 – 4                                                                 | Italia                                                                | Mondiali 1938 - Finale                                                | 2                                                                     | 2º titolo mondiale                                                    |
| 4-12-1938                                                             | Napoli                                                                | Italia                                                                | 1 – 0                                                                 | Francia                                                               | Amichevole                                                            | -                                                                     |                                                                       |
| 26-3-1939                                                             | Firenze                                                               | Italia                                                                | 3 – 2                                                                 | Germania                                                              | Amichevole                                                            | 2                                                                     |                                                                       |
| 13-5-1939                                                             | Milano                                                                | Italia                                                                | 2 – 2                                                                 | Inghilterra                                                           | Amichevole                                                            | 1                                                                     |                                                                       |
| 4-6-1939                                                              | Belgrado                                                              | Jugoslavia                                                            | 1 – 2                                                                 | Italia                                                                | Amichevole                                                            | 1                                                                     |                                                                       |
| 8-6-1939                                                              | Budapest                                                              | Ungheria                                                              | 1 – 3                                                                 | Italia                                                                | Amichevole                                                            | 1                                                                     |                                                                       |
| 11-6-1939                                                             | Bucarest                                                              | Romania                                                               | 0 – 1                                                                 | Italia                                                                | Amichevole                                                            | -                                                                     |                                                                       |
| 20-7-1939                                                             | Helsinki                                                              | Finlandia                                                             | 2 – 3                                                                 | Italia                                                                | Amichevole                                                            | 3                                                                     |                                                                       |
| 3-3-1940                                                              | Torino                                                                | Italia                                                                | 1 – 1                                                                 | Svizzera                                                              | Amichevole                                                            | -                                                                     | Cap.                                                                  |
| 14-4-1940                                                             | Roma                                                                  | Italia                                                                | 2 – 1                                                                 | Romania                                                               | Amichevole                                                            | 1                                                                     | Cap.                                                                  |
| 5-5-1940                                                              | Milano                                                                | Italia                                                                | 3 – 2                                                                 | Germania                                                              | Amichevole                                                            | -                                                                     | Cap.                                                                  |
| 1-12-1940                                                             | Genova                                                                | Italia                                                                | 1 – 1                                                                 | Ungheria                                                              | Amichevole                                                            | -                                                                     | Cap.                                                                  |
| 19-4-1942                                                             | Milano                                                                | Italia                                                                | 4 – 0                                                                 | Spagna                                                                | Amichevole                                                            | 1                                                                     | Cap.                                                                  |
| 11-11-1945                                                            | Zurigo                                                                | Svizzera                                                              | 4 – 4                                                                 | Italia                                                                | Amichevole                                                            | 1                                                                     | Cap.                                                                  |
| 1-12-1946                                                             | Milano                                                                | Italia                                                                | 3 – 2                                                                 | Austria                                                               | Amichevole                                                            | 1                                                                     | Cap.                                                                  |
| 9-11-1947                                                             | Vienna                                                                | Austria                                                               | 5 – 1                                                                 | Italia                                                                | Amichevole                                                            | -                                                                     | Cap.                                                                  |
| 18-5-1952                                                             | Firenze                                                               | Italia                                                                | 1 – 1                                                                 | Inghilterra                                                           | Amichevole                                                            | -                                                                     | Cap.                                                                  |
| Totale                                                                |                                                                       | Presenze (71º posto)                                                  | 34                                                                    |                                                                       | Reti (3º posto)                                                       | 30                                                                    |                                                                       |

### Record
- Calciatore italiano ad aver segnato più gol in assoluto in competizioni ufficiali (390).
- Calciatore con il maggior numero di reti realizzate nel massimo campionato italiano di calcio: 290
- Calciatore con il maggior numero di reti realizzate in Serie A: 274
- Unico calciatore, insieme a Omar Sívori, ad aver segnato sei gol in una partita di Serie A
- Più giovane calciatore a realizzare una tripletta in Serie A: 17 anni e 132 giorni, con la Pro Vercelli (8 febbraio 1931 contro il Napoli)[80]
- Più giovane calciatore a realizzare un poker in Serie A: 18 anni e 54 giorni, con la Pro Vercelli (22 novembre 1931 contro l'Alessandria)[81]

### Statistiche da allenatore

#### Club
| Stagione        | Squadra         | Campionato      | Campionato | Campionato | Campionato | Campionato | Coppe nazionali | Coppe nazionali | Coppe nazionali | Coppe nazionali | Coppe nazionali | Coppe continentali | Coppe continentali | Coppe continentali | Coppe continentali | Coppe continentali | Altre coppe | Altre coppe | Altre coppe | Altre coppe | Altre coppe | Totale | Totale | Totale | Totale | % Vittorie | Piazz.      |
| Stagione        | Squadra         | Comp            | G          | V          | N          | P          | Comp            | G               | V               | N               | P               | Comp               | G                  | V                  | N                  | P                  | Comp        | G           | V           | N           | P           | G      | V      | N      | P      | %          | Piazz.      |
| --------------- | --------------- | --------------- | ---------- | ---------- | ---------- | ---------- | --------------- | --------------- | --------------- | --------------- | --------------- | ------------------ | ------------------ | ------------------ | ------------------ | ------------------ | ----------- | ----------- | ----------- | ----------- | ----------- | ------ | ------ | ------ | ------ | ---------- | ----------- |
| 1954-1955       | Cagliari        | B               | 24         | 8          | 9          | 7          | -               | -               | -               | -               | -               | -                  | -                  | -                  | -                  | -                  | -           | -           | -           | -           | -           | 24     | 8      | 9      | 7      | 33,33      | Suben., 9º  |
| 1955-1956       | Cagliari        | B               | 34         | 15         | 10         | 9          | -               | -               | -               | -               | -               | -                  | -                  | -                  | -                  | -                  | -           | -           | -           | -           | -           | 34     | 15     | 10     | 9      | 44,12      | 6º          |
| 1956-1957       | Cagliari        | B               | 19         | 5          | 5          | 9          | -               | -               | -               | -               | -               | -                  | -                  | -                  | -                  | -                  | -           | -           | -           | -           | -           | 19     | 5      | 5      | 9      | 26,32      | Suben., 10º |
| 1957-1958       | Cagliari        | B               | 8          | 1          | 3          | 4          | -               | -               | -               | -               | -               | -                  | -                  | -                  | -                  | -                  | -           | -           | -           | -           | -           | 8      | 1      | 3      | 4      | 12,50      | Eson.       |
| Totale carriera | Totale carriera | Totale carriera | 85         | 29         | 27         | 29         |                 | -               | -               | -               | -               |                    | -                  | -                  | -                  | -                  |             | -           | -           | -           | -           | 85     | 29     | 27     | 29     | 34,12      |             |

## Palmarès

### Giocatore

#### Club
- Campionato italiano di Serie B: 1

Novara: 1947-1948

#### Nazionale
- Campionato mondiale: 1

Francia 1938
- Coppa Internazionale: 1

1933-1935

#### Individuale
- Capocannoniere della Serie A: 2

1936-1937 (21 gol)
1942-1943 (21 gol)
- All-Star Team dei Mondiali: 1[82]

Francia 1938
- Inserito nella Hall of Fame del calcio italiano

2011 (riconoscimento alla memoria)
- Inserito nella Walk of Fame dello sport italiano

2015 (riconoscimento alla memoria)